# Unterthalhofen (Stiefenhofen)

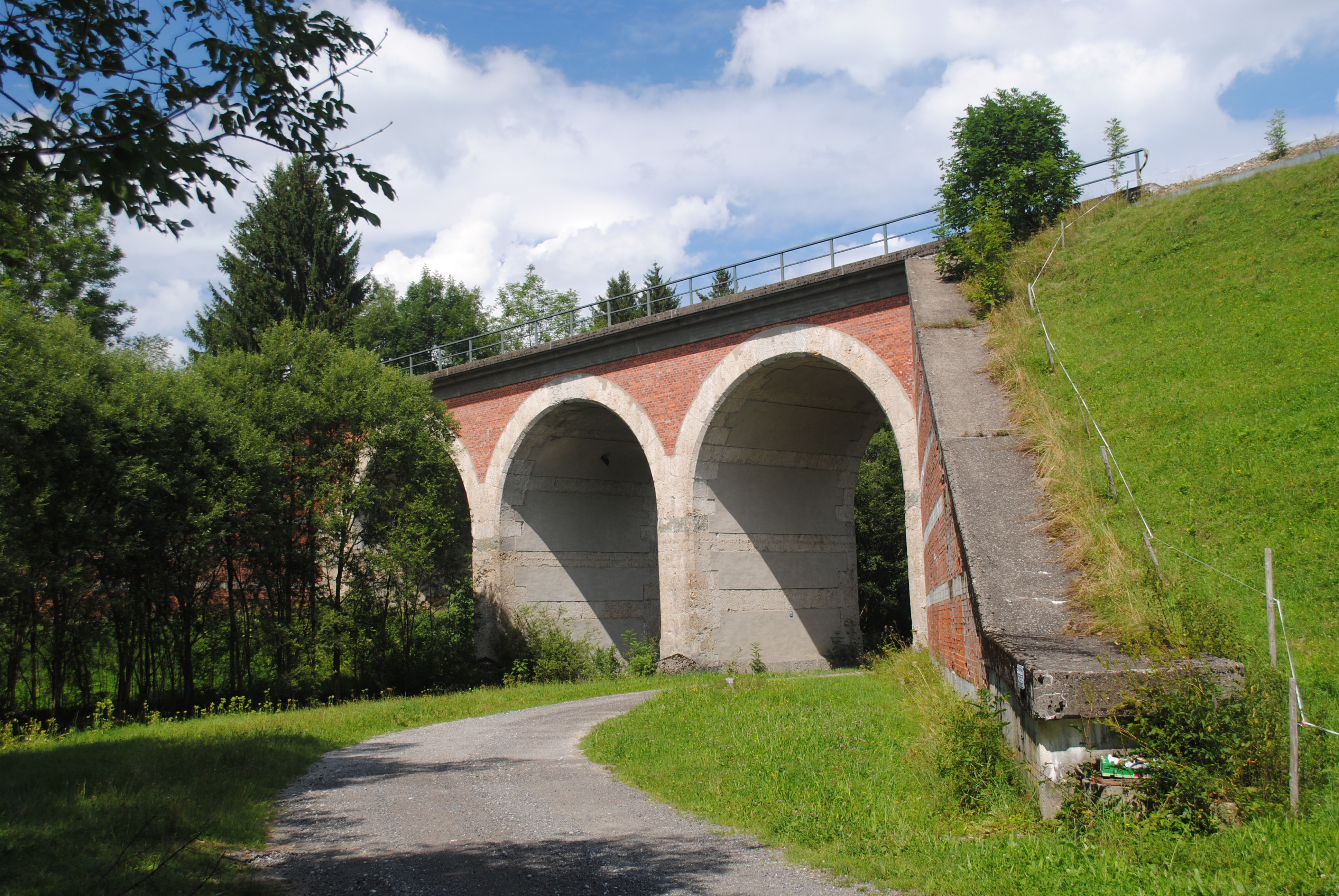
Denkmalgeschützte Eisenbahnbrücke von 1852

Unterthalhofen (westallgäuerisch: Undədahlhofə) ist ein Gemeindeteil der Gemeinde Stiefenhofen im bayerisch-schwäbischen Landkreis Lindau (Bodensee).

## Geographie
Das Dorf liegt circa ein Kilometer nordöstlich des Hauptorts Stiefenhofen und zählt zur Region Westallgäu. Durch den Ort verlaufen die Obere Argen und die Bahnstrecke Buchloe–Lindau.

## Ortsname
Der Ortsname setzt sich aus dem mittelhochdeutschen Wort tal für Tal sowie dem Grundwort -hofen zusammen und bedeutet Hof/Höfe im Tal. Des Weiteren beschreibt er die relative Lage zu Oberthalhofen.

## Geschichte
Unterthalhofen wurde erstmals im Jahr 1452 urkundlich mit Hanns Müller zu Undertalhofen erwähnt. 1770 fand die Vereinödung in Unterthalhofen mit 14 Teilnehmern statt.

## Baudenkmäler
Siehe: Liste der Baudenkmäler in Unterthalhofen